# Wimilio Vink
Wimilio Vink (Tiel, 13 september 1993) is een voormalig Nederlands profvoetballer die op amateurbasis uitkomt voor SV Spakenburg. Hij is de zoon van Gery Vink.

## Carrière
Vink speelde in de jeugd bij VV Kesteren en SV DFS voor hij op jonge leeftijd gescout werd door N.E.C.. In 2005 stapte hij over naar de Vitesse/AGOVV Voetbal Academie. Op 26 augustus 2011 maakte Vink zijn debuut in het eerste elftal van Vitesse in de uitwedstrijd tegen Ajax, de club waar destijds zijn vader Gery Vink werkzaam was.
Op 17 november 2011 tekende Vink een contract bij Vitesse tot 30 juni 2014. Tot medio 2014 maakt Vink deel uit van de selectie van Jong Vitesse en van het eerste elftal van Vitesse.
Op 5 augustus 2014 tekende Vink een contract bij MVV Maastricht voor 1 seizoen. Op 26 juni 2015 werd bekend dat hij op amateurbasis voor FC Eindhoven ging spelen.
In 2016 ging hij voor SV TEC spelen. Vanaf het seizoen 2020/21 komt hij uit voor SV Spakenburg.

## Statistieken
| Seizoen | Club           | Competitie     | Wedstrijden | Doelpunten |
| ------- | -------------- | -------------- | ----------- | ---------- |
| 2011/12 | Vitesse        | Eredivisie     | 1           | 0          |
| 2012/13 | Vitesse        | Eredivisie     | 0           | 0          |
| 2013/14 | Vitesse        | Eredivisie     | 0           | 0          |
| 2014/15 | MVV Maastricht | Jupiler League | 21          | 1          |
| 2015/16 | FC Eindhoven   | Jupiler League | 22          | 0          |
| Totaal: | Totaal:        | Totaal:        | 44          | 1          |